# Surf Rescue
Surf Rescue is een realityserie gemaakt in Nieuw-Zeeland die de dagelijkse acties volgt van Piha Surf Life Saving Club op het bekende strand van Piha. Piha is een van de ruigste stranden aan de westkust in de buurt van Auckland. In de zomer van 2001 startte het filmen voor Surf Rescue, gevolgd door een uur durende documentaire die werd uitgezonden in december 2002 (uitgezonden als Piha Patrol). Hier kwam de bekende serie Piha Rescue voort, waarvan er zes series geproduceerd en uitgezonden zijn. Het totaal aantal afleveringen is 68 (in 2010).
Ook zijn er strandwachten van Piha gevolgd op het zuidelijker gelegen strand van Raglan.
Piha Rescue is uitgezonden in Nieuw-Zeeland op Television New Zealand en is sindsdien wereldwijd verkocht onder de titels Deadly Surf en Surf Rescue. In Nederland wordt de serie uitgezonden op Net5.